# Kjell Dabrowski
Kjell Dabrowski, född 19 juli 1950 i Borås Gustav Adolfs församling i dåvarande Älvsborgs län, är en svensk radio- och TV-producent. 
Dabrowski bodde och arbetade under några år på 1970-talet som banktjänsteman på SEB i Göteborg. Han utbildade sig sedan vid Dramatiska institutet 1979–1981 och medverkade därefter till lanseringen av en radiounderhållning i snabbare tempo och "raka" intervjuer. Från 1983 producerade han Nattinatti tillsammans med Bertil Goldberg. Han gjorde intervjuserien Solklart 1981–1983. Han medverkade i Metropol och TV-programmet Måndagsbörsen 1983–1984. Han är en av upphovsmännen till Ulf Elfvings Efter Tre (1988). Han är VD och grundare av Dabrowski television, ett produktionsbolag startat 1992 som producerat program för alla stora svenska TV-kanaler, bland annat Svart eller vitt, Diskus och en rad underhållningsprogram tillsammans med hustrun Stina Lundberg Dabrowski.
Dabrowski gifte om sig med journalisten Stina Lundberg sommaren 2008, som han tidigare varit gift med från 1988 till 1996. Han har två barn från tidigare förhållanden och ett tvillingpar tillsammans med Stina Lundberg. Bland de senare märks journalisten Sigge Dabrowski.